# إدارة المخابرات (ألمانيا)
إدارة المخابرات (بالألمانية: Abwehr) (تُلفظ بالألمانية: [ˈapveːɐ̯])  الاستخبارات العسكرية الألمانية التابعة للجيش الرايخ ووالحيش الألماني النازي من 1920 إلى 1945. وعلى الرغم من حظر معاهدة فرساي على الألمان تماما من إنشاء منظمة استخبارات خاصة بهم، لكنهم شكلوا مجموعة تجسس في عام 1920 داخل وزارة الدفاع، أطلقوا عليها اسم إدارة المخابرات. كان الهدف الأساسي من إدارة المخابرات هو الدفاع ضد عمليات التجسس الأجنبية، وهو دور تنظيمي تطورت إلى حد كبير في وقت لاحق. وفي قيادة الجنرال كورت فون شليشر تم دمج وحدات الاستخبارات التابعة للأجهزة العسكرية الفردية، وفي عام 1929 تمركزت في إطار وزارة الدفاع التابعة له مما شكل الأساس لمظاهر أبوهر الأكثر شيوعًا.
استندت كل محطة من محطات إدارة المخابرات في جميع أنحاء ألمانيا إلى مناطق الجيش، وتم فتح المزيد من المكاتب في بلدان محايدة قابلة للاستمرار وفي الأراضي المحتلة مع توسع الراسخ الأكبر. تم تغيير اسم وزارة الدفاع إلى وزارة الحرب في عام 1935 ثم استبدلها أدولف هتلر تمامًا بالقيادة العليا للفيرماخت الجديدة. كانت القيادة العليا للفيرماخت جزءًا من «طاقم العمل» الشخصي للفوهرر منذ يونيو 1938، وأصبحت إدارة المخابرات وكالة استخباراتها برئاسة نائب الأدميرال فيلهلم كاناريس، يقع مقرها الرئيسي في 76/78 تيربيتزوفر في برلين، بالقرب من مكاتب القيادة العليا للفيرماخت.

## قبل كناريس
أنشئت إدار المخابرات في عام 1920 جزءًا من وزارة الدفاع الألمانية عندما سُمح للحكومة الألمانية بتشكيل الرايخويهر لجمهورية فايمار، وكان أول رئيس لإدارة المخابرات الميجور فريدريتش جيمب، وهو نائب سابق للعقيد والتر نيكولاي، رئيس الاستخبارات الألمانية خلال الحرب العالمية الأولى. في ذلك الوقت كانت تتألف من ثلاثة ضباط وسبعة ضباط سابقين، بالإضافة إلى طاقم من الكتبة. عندما أصبح جيمب جنرالًا تمت ترقيته من منصبه كرئيس، ليخلفه الرائد غونتر شوانتس، الذي كانت فترة رئاسته قصيرة أيضًا. رفض العديد من أعضاء الرايخويهر (جزء كبير منهم من بروسيا) عندما طُلب منهم التفكير في عمل استخباراتي، لأنه بالنسبة له كان خارج نطاق الخدمة العسكرية الفعلية. بحلول العشرينيات من القرن الماضي تم تنظيم إدارة المخابرات التي تنمو ببطء في ثلاثة أقسام: 
1. استطلاع
2. شيفرة سرية and Radio Monitoring
3. مكافحة التجسس

 اندمج موظفو مخابرات رايخ مارين مع إدارة المخابرات في عام 1928، حين منعت معاهدة فرساي ألمانيا من الانخراط في أي شكل من أشكال التجسس، وخلال العهد النازي تجاهل أبيهر هذا الحظر.
في الثلاثينات القرن العشرين، ومع ظهور الحركة النازية، أعيد تنظيم وزارة الدفاع؛ من المستغرب في 7 يونيو 1932 تم تعيين ضابط بحري الكابتن كونراد باتزيغ، قائدًا لإدارة المخابرات. أثبت باتزيج نفسه على أنه قائد قادر، برهن للجيش بسرعة عن نواياه وعمل على كسب احترامهم؛ لقد أقام علاقات جيدة مع الخدمة السرية الليتوانية ضد السوفييت، وأقام علاقات مع وكالات أجنبية أخرى -باستثناء إيطاليا التي كان لا يثق فيها-. لم تمنع نجاحاته فروع الخدمات العسكرية الأخرى من تطوير موظفي استخباراتهم.
بعد أن استولى النازيون على السلطة، بدأت إدارة المخابرات في رعاية رحلات الاستطلاع عبر الحدود مع بولندا تحت إشراف Patzig، لكن هذا أدى إلى مواجهات مع هاينريش هيملر رئيس شوتزشتافل. كما يخشى قادة الجيش من أن تهدد رحلات الاستطلاع هذه الخطط السرية للهجوم على بولندا. أمر أدولف هتلر بإنهاء التحليقات الجوية في عام 1934 بعد توقيعه على معاهدة عدم الاعتداء مع بولندا، حيث قد يتم اكتشاف مهام الاستطلاع هذه وتعرض المعاهدة للخطر. طرد باتزيغ في يناير 1935 نتيجة لذلك، وأُرسل لقيادة طراد الفئة دويتشلاند الجديد الأدميرال جراف شبي؛ أصبح في وقت لاحق رئيس أركان البحرية. كان بديله كابتن في الرايخ مارين فيلهلم كاناريس.

## تحت إدارة كناريس

### قبل الحرب العالمية الثانية

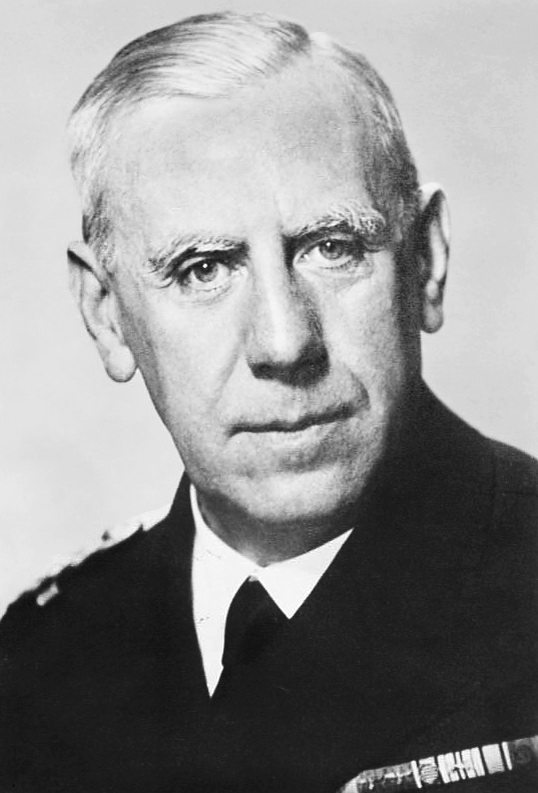
فيلهلم كاناريس

قبل تولي فيلهلم كاناريس رئاسة إدارة المخابرات في 1 يناير 1935، حذره Patzig من محاولات هيملر وراينهارد هيدريش لتولي جميع المنظمات الاستخبارات الألمانية. أخذ هايدريش الذي كان يترأس الشرطة الأمنية الألمانية (SD) من عام 1931، موقفًا سلبيًا تجاه «إدارة المخابرات»، جزئيًا بسبب اعتقاده بأن هزيمة ألمانيا في الحرب العالمية الأولى كانت تُعزى في المقام الأول إلى فشل الاستخبارات العسكرية، وطموحاته للسيطرة على جميع عمليات جمع المعلومات السياسية لألمانيا.
اعتقد كاناريس أنه كان يعرف كيفية التعامل مع هايدريش وهيملر، على الرغم من أنه حاول الحفاظ على علاقة ودية معهم، فإن العداء بين إدارة المخابرات وقوات الأمن الخاصة لم يوتقف عند تولي كناريس السلطة. لم تكن المنافسة مع عمليات هايدريخ وهيملر الاستخباراتية عائقًا فحسب بل كانت المحاولات المتكررة التي بذلتها منظمات متعددة للسيطرة على استخبارات الإشارات(COMINT) لصالح الرايخ. على سبيل المثال سيطرت إدارة المخابرات تحت رئاسة كاناريس على عملية فك تشفير القوات المسلحة، بينما حافظت البحرية على خدمة الاستماع الخاصة بها، والمعروفة باسم B-Dienst. ومما زاد من تعقيد مسائل إستخبارت الإشارات، كان لدى وزارة الخارجية فرع أمن الاتصالات الخاص بها وهو Pers ZS.
وصلت الأمور إلى ذروتها في عام 1937 عندما قرر هتلر مساعدة جوزيف ستالين في التطهير الكبير للجيش السوفيتي. أمر هتلر بإبقاء أفراد الجيش الألماني لايعلمون بنوايا ستالين، خشية أن يحذروا نظرائهم السوفيات بسبب علاقاتهم الطويلة. تبعا لذلك اقتحمت فرق خاصة من قوات الأمن الخاصة، يرافقها خبراء من الشرطة الجنائية لسرقة وإتلاف الوثائق والملفات السرية للأركان العامة وإدارة المخابرات المتعلقة بالتعاون الألماني السوفيتي. لإخفاء السرقات أشعلو الحرائق بعد الاقتحام بما في ذلك مقر أبووير.

### كاناريس إلى إسبانيا
لم يدرك هتلر أن كاناريس حاول تخريب خططه، حيث أرسله هتلر مندوبًا خاصًا إلى مدريد أوائل صيف 1940 لإقناع إسبانيا بالانضمام إلى المعركة القادمة ضد الحلفاء، والتي يمكن أن يكون لجبل طارق قيمة عسكرية إستراتيجية لها. وبدلاً من إقناع فرانكو بمساعدة النظام النازي، نصحه كاناريس بالبقاء بعيدًا عن القتال لأنه كان متأكدًا من أن الحرب ستنتهي بكارثة على ألمانيا. وهكذا بدلًا من مساعدة النازيين على استقطاب حلفاء إلى جانبهم، كانت إدارة المخابرات (عن طريق كاناريس وغيره) يقوضون سرًا النظام النازي الذي خدموا تحته.

### 1938 إعادة التنظيم
قبل إعادة تنظيم القيادة العليا لفيرماخت في عام 1938، كانت إدارة المخابرات مجرد إدارة داخل Reichswehrministerium (وزارة القوات المسلحة)، ولم تحصل على بعض الاستقلالية إلا بعد تعيين كاناريس رئيسا لها. زاد عدد موظفي إدارة المخابرات بشكل مهول من أقل من 150 موظفًا إلى مايقارب من ألف موظف بين عامي 1935 و 1937. أعاد كاناريس تنظيم الوكالة في عام 1938 وقسمها إلى ثلاثة أقسام رئيسية:
- القسم المركزي: (يُطلق عليه أيضًا القسم Z - "Abteilung Z" أو "Die Zentrale" باللغة الألمانية)، كان بمثابة العقل المسيطر على القسمين الآخرين، بالإضافة إلى التعامل مع شؤون الموظفين والشؤون المالية، كما تولى عمليات الدفع للعملاء. طوال فترة ولاية كناريس ترأسها اللواء هانز أوستر.
- الفرع الأجنبي: ("Amtsgruppe Ausland" باللغة الألمانية) (المعروف لاحقًا باسم Foreign Intelligence Group)، هو القسم الفرعي الثاني لإدارة المخابرات وكان له عدة وظائف:
  1. الاتصال مع القيادة العليا لفيرماخت والموظفين العامين.
  2. التنسيق مع وزارة الخارجية الألمانية في المسائل العسكرية.
  3. تقييم الوثائق التي تم الإستيلاء عليها وتقييم الصحافة الأجنبية والبث الإذاعي. يعني هذا الاتصال مع القيادة العليا للفيرماخت أن الفرع الأجنبي كان القناة المناسبة لطلب دعم إدارة المخابرات لمهمة معينة.
- شكّلت أبوهر الفرع الثالث وكان يُطلق عليه «فرع مكافحة الاستخبارات»، ولكنه في الواقع ركز على جمع المعلومات الاستخباراتية. تم تقسيمه إلى المجالات والمسؤوليات التالية:
  - I. مجموعة الاستخبارات الخارجية (مقسمة كذلك على سبيل المثال: Abwehr I-Ht).
G : وثائق مزورة، صور، أخبار، جوازات سفر، مواد كيميائية.
غربًا : غرب الجيش (المخابرات العسكرية الأنجلو أمريكية).
أوست ح: الجيش الشرقي (مخابرات الجيش السوفيتي).
Ht : مخابرات الجيش التقنية.
الأول : الاتصالات - تصميم أجهزة لاسلكية، ومشغلات لاسلكية.
K : عمليات الكمبيوتر / التشفير.
L : المخابرات الجوية.
م : المخابرات البحرية.
T / LW : الاستخبارات الجوية التقنية.
Wi : الذكاء الاقتصادي.

كانت Gruppe IT للاستخبارات التقنية. في البداية كانت Abwehr IK وحدة أبحاث تقنية، وهي صغيرة بالنسبة لحجم نظيرتها البريطانية، حديقة بلتشلي البريطانية. نمت أهميتها لاحقًا خلال الحرب لتتناسب مع نظيرتها البريطانية من حيث الحجم والقدرة.
  - II. التخريب: تم تكليفه بتوجيه الاتصال السري / استغلال مجموعات الأقليات الساخطة في الدول الأجنبية لأغراض استخباراتية.
ملحق بأبوهر الثاني كان فوج براندنبورغ، وهو فرع من Gruppe II-T (الذكاء الفني)، وغير مرتبط بأي فرع آخر خارج أبوهر الثاني Gruppe II-T.[ح]
  - III. قسم مكافحة الاستخبارات: مسؤول عن عمليات مكافحة الاستخبارات في الصناعة الألمانية، وزرع معلومات كاذبة، واختراق أجهزة الاستخبارات الأجنبية والتحقيق في أعمال التخريب على الأراضي الألمانية. ملحق بأبوهر الثالث كانت:

IIIC : مكتب السلطة المدنية.
IIIC-2 : مكتب قضايا التجسس.
IIID : مكتب التضليل.
IIIF : مكتب وكلاء مكافحة التجسس.
IIIN : مكتب البريد.
كما تم تأسيس علاقات لإدارة المخابرات مع القيادة العليا للجيش والبحرية ولوفتفافه، وستنقل هذه الروابط طلبات استخبارات محددة إلى أقسام العمليات في أقسام إدارة المخابرات.
إدارة المخابراتI تحت قيادة العقيد هانز Pieckenbrock، إدارة المخابراتII تحت قيادة العقيد إرفين فون لاهوسن وإدارة المخابراتIII كان يقودها العقيد اغبرت Bentivegni. هؤلاء الضباط الثلاثة شكلوا جوهر إدارة المخابرات.

### أست / أبوهرستيل
تحت الهيكل المبين أعلاه، وضعت إدارة المخابرات محطة محلية في كل منطقة عسكرية في ألمانيا "Wehrkreis"، سميت أست/إدارة المخابراتستيل "Abwehrstelle" أو "Ast". وفقًا لجدول التنظيم والتجهيز الألماني نموذج  لمقر إدارة المخابرات، تم تقسيم كل Ast عادة إلى أقسام: 
1. espionage
2. sabotage
3. counter-intelligence

 عادةً مايتم قيادة كل أست من قبل ضابط كبير في الجيش أو البحرية، ويكون مسؤولاً أمام المقر الرئيسي لإدارة المخابرات في برلين. ستكون العمليات التي يقوم بها كل أست متزامنة مع الخطة الاستراتيجية الشاملة التي وضعها الأدميرال كاناريس. يتلقى كاناريس بدوره تعليمات حول ما يجب أن يحظى به جمع المعلومات الاستخبارية من القيادة العليا للفيرماخت أو بشكل متزايد بعد عام 1941 من هتلر مباشرة. في الممارسة العملية تم منح كل أست مهلة كبيرة في تخطيط وتنفيذ المهمة، وهو جانب من جوانب المنظمة التي أضرت في نهاية المطاف بقدراتها على جمع المعلومات الاستخبارية.
يمكن لكل أست محلي تجنيد وكلاء محتملين للبعثات، كما توظف إدارة المخابرات أيضا المجندين لحسابهم الخاص للإعداد وفحص العملاء المحتملين. في معظم الحالات تم تجنيد العملاء من المدنيين، وليسوا ضباط/جنود من الجيش. يبدو أن التركيز على التوظيف كان كثيرًا على «الكمية» وليس «الجودة». تدني جودة المجندين في كثير من الأحيان أدى إلى فشل مهام إدارة المخابرات. 

### الهيكل التشغيلي في البلدان المحايدة
في البلدان المحايدة تخفت «أبفي» بشكل متكرر من خلال ربط موظفيه بالسفارة الألمانية أو في البعثات التجارية. يشار إلى هذه المنشورات باسم «منظمات الحرب» ("Kriegsorganisationen" أو "KO's" باللغة الألمانية). في إسبانيا المحايدة على سبيل المثال كان لإدارة المخابرات كل من Ast و KO في حين أن أيرلندا لم يكن لديها. في البلدان الصديقة، أو البلدان المحتلة، أو في ألمانيا، تقوم المخابرات عادةً بتنظيم «محطات فرعية لإدارة المخابرات» ("Abwehrleitstellen" باللغة الألمانية أو "Alsts" في الألمانية)، أو ("Abwehrnewellenings posts" "Abwehrnebenstellen" في ألمانية). تقع منطقة «ألستس» ضمن اختصاص «أست» المناسبة جغرافيا، والذي بدوره سيشرف عليه القسم المركزي في برلين. لفترة من الوقت تم التسامح مع KOs من قبل البلدان المحايدة وأولئك الذين كانوا يخشون من ألمانيا، ولكن مع شن قوات الحلفاء الحرب ضد ألمانيا، تم طرد الكثير من KOs بناءً على طلب البلدان المضيفة - ويرجع ذلك جزئيًا إلى ضغط من الحلفاء.

### كاناريسوداي شوارز كابيل
عندما أعيد تنظيم إدارة المخابرات حرص كاناريس على إحاطت نفسه بالموظفين الذين تم اختيارهم، ولا سيما الرجل الثاني له، هانز أوستر ورئيس القسم الثاني، إرفين فون لاهوسين. لم يكن أي منهم أعضاء في الحزب النازي باستثناء واحد. كان رودولف باملر هو الاستثناء الذي عينه رئيس قسم القسم الثالث من قبل كاناريس لكسب ثقة هيملر. أبقى كاناريس بالمر مقيدا من حيث الوصول إلى المعلومات التشغيلية. كان لدى كاناريس سبب وجيه للقيام بذلك لأنه غير معروف لدى القيادة العليا وهتلر، كان قد احتفظ بكبير موظفيه التشغيليين والإداريين مع رجال موالين له أكثر من الحكومة النازية، بينما ظهر كناريس في الخارج كنموذج لفعالية جمع المعلومات الاستخبارية، إلا أن هناك أدلة على أنه عارض سرا، وعمل بنشاط ضد رغبات هتلر. كان كل من كناريس وأوستر ورؤساء أقسام إدارة المخابرات الأول والثاني منخرطين بشدة في ما أطلق عليه SD لاحقًا «الأوركسترا السوداء» ("Die Schwarze Kapelle" باللغة الألمانية)، وهي مؤامرة للإطاحة بالنظام النازي من الداخل. كانت قرارات كاناريس التشغيلية واختياره للتعيينات وقراراتهم -والأهم من ذلك بالنسبة للرايخ الثالث- المدخلات التي كان لدى كل متآمر في عمليات إدارة المخابرات جميعها ملوثة بهذه المعاملات السرية.

#### دسيسة أبووير المبكرة
قبل بدء الحرب كانت إدارة المخابرات نشطة وفعالة إلى حد ما حيث بنت مجموعة واسعة من الاتصالات؛ لقد طوروا روابط مع الأوكرانيين المعارضين للنظام السوفيتي، وعقدوا اجتماعات مع القوميين الهنود الذين كانوا يحاولون تحرير أنفسهم من الإمبريالية البريطانية، وأبرموا اتفاقية لتبادل المعلومات مع اليابانيين. كان هناك حتى بعض الاختراق الكبير في مدى القدرة الصناعية للولايات المتحدة والإمكانات الاقتصادية، وتم جمع البيانات من قبل إدارة المخابرات فيما يتعلق بالقدرة العسكرية الأمريكية والتخطيط للطوارئ.
في وقت ما من مارس عام 1937 قدم ضابط كبير في إدارة المخابرات يدعى Paul Thümmel مجموعة كبيرة من المعلومات المهمة حول أجهزة المخابرات الألمانية إلى عملاء تشيك الذين قاموا بدورهم بإحالة البيانات إلى جهاز الاستخبارات البريطاني في لندن، كما قدم Thümmel تفاصيل حول «القدرات العسكرية، والنوايا» وكذلك «معلومات مفصلة عن تنظيم وهيكل لكلا من إدارة المخابرات والشرطة الألمانية جنبا إلى جنب مع الترتيب شبه الكامل لمعارك الفيرماخت ولوفتفافه، وخطط التعبئة الألمانية»؛ وفي وقت لاحق «أعطى تحذيرات متقدمة من الضم الألماني لسودنلاند وكذلك غزوات تشيكوسلوفاكيا وبولندا».
بعد تولي السيطرة المطلقة على القيادة العليا للفيرماخت في فبراير 1938، أعلن هتلر أنه لايريد رجال المخابرات تحت قيادته بل رجال وحشيين، وهي ملاحظة لم تتفق بشكل جيد مع كاناريس، سواءً كان منزعجًا جدًا من تعليق هتلر أم لا، فإن كاناريس والقيادة العليا للفيرماخت مازالوا منشغلين بإعداد الأسس الأيديولوجية لضم النمسا التي حدثت في مارس 1938.
وبعد شهر خطط كاناريس والقيادة العليا للفيرماخت لعمل تخريب لتشيك كجزء من إستراتيجية هتلر للحصول على السوديت. قبل أن ينتهي ربيع عام 1938 بدأ الأعضاء المحافظون في وزارة الخارجية الألمانية والعديد من الضباط البارزين في الجيش في تبادل مخاوفهم بشأن كارثة دولية وشيكة وتهديد حرب أوروبية كارثية أخرى تستند إلى تصرفات هتلر. تشكلت مجموعة تآمرية حول الجنرال إروين فون فيتزلبن والأدميرال كاناريس نتيجة لذلك. وطوال هذه العملية عمل كناريس ومرؤوسيه مثل هيلموت جروسورث على منع الحرب إلى الحد الممكن. وفي الوقت نفسه شارك كاكاريس في المؤامرات بين القيادة العسكرية لانقلاب ضد هتلر ومحاولة فتح خطوط اتصال سرية مع البريطانيين، على قناعة بأن هتلر سيدفع أوروبا للحرب. قبل حدوث الغزو الفعلي لبولندا ذهبت إدارة المخابرات إلى أبعد من ذلك لإرسال مبعوث خاص هو Ewald von Kleist-Schmenzin إلى لندن لتحذيرهم.
في ديسمبر 1940 أرسل هتلر مرة أخرى كاناريس إلى إسبانيا لإبرام اتفاق (من خلال الإكراه القوي إذا لزم الأمر) مع فرانكو لدعم إسبانيا في الحرب ضد الحلفاء، ولكن بدلاً من حث الإسباني على قبول رغبة هتلر، أبلغ كاناريس أن فرانكو سوف لن يشارك بقواته الإسبانية حتى تنهار إنجلترا. المحادثات من هذه الفترة بين فرانكو والأدميرال كاناريس غامضة حيث لم يتم تسجيل أي منها، لكن الحكومة الإسبانية أعربت لاحقًا عن امتنانها لأرملة كاناريس في ختام الحرب العالمية الثانية بدفعها معاشًا تقاعديًا.

## خلال الحرب العالمية الثانية

### النجاحات المبكرة
في عهد كاناريس توسعت إدارة المخابرات وأثبتت كفاءتها خلال السنوات الأولى للحرب. كان أبرز نجاح لها هو عملية Nordpol، التي كانت عملية ضد شبكة هولندية سرية، والتي كانت مدعومة في ذلك الوقت من قبل منظمة تنفيذ العمليات الخاصة. بالتزامن مع الفترة المعروفة باسم الحرب الزائفة، جمعت إدارة المخابرات معلومات عن الدنمارك والنرويج. تم وضع الشحن داخل وخارج الموانئ الدنماركية والنرويجية تحت المراقبة وتم تدمير أكثر من 150٬000 طن من الشحن نتيجة لذلك. نجح وكلاء في النرويج والدنمارك في اختراق قواتهم العسكرية بشكل كافٍ لتحديد مدى تواجد القوات البرية وقوتها في كلا البلدين، وأبقت عملاء إدارة المخابرات ذو الغطاء العميق القوات الألمانية، ولا سيما لوفتوافه، على اطلاع دائم خلال غزو النرويج ضد كل من هاتين الدولتين، قامت إدارة المخابرات بشن مايمكن أن نسميه عملية استخباراتية ناجحة على نطاق واسع وأثبتت أنه مهم لنجاح المساعي العسكرية الألمانية هناك.
أدت المخاوف من انخفاض مستويات النفط المتاحة بشكل كبير في بداية عام 1940 إلى نشاط من قبل وزارة الخارجية الألمانية وإدارة المخابرات، في محاولة لتخفيف حدة المشكلة «من خلال إبرام صفقة غير مسبوقة في مجال الأسلحة مقابل النفط»، تم التوسط من أجل التراجع «الهيمنة الأنجلو-فرنسية في حقل بلويستي النفطي». لعب أيضًا أعضاء إدارة المخابرات دورًا في المخاوف الرومانية، مما جعلهم أكثر استعدادًا لعرض هتلر لحمايتهم من السوفييت -الذي تمكن الألمان من خلاله من الحصول على النفط الرخيص- في هذا الصدد قدمت إدارة المخابرات بعض ما يشبه المنفعة الاقتصادية للنظام النازي.
في مارس 1941 أجبر الألمان مشغل راديو SOE تم التقاطه على إرسال رسائل إلى بريطانيا في رمز حصل عليه الألمان. على الرغم من أن المشغل أعطى مؤشرات على تعرضه للخطر، إلا أن جهاز الاستقبال في بريطانيا لم يلاحظ ذلك. وهكذا تمكن الألمان من اختراق العملية الهولندية وحافظوا على هذا الوضع لمدة عامين، واعتقلوا الوكلاء وأرسلوا معلومات مخابراتية وتخريبية زائفة حتى وقع البريطانيون. شير أنتوني براون إلى أن البريطانيين كانوا يدركون جيدًا أن أجهزة الراديو قد تم اختراقها واستخدموا هذه الطريقة لتزويد الألمان بمعلومات خاطئة فيما يتعلق بموقع الإنزال في النورمندي.

### التقليل من شأن العدو وأمر المفوض
كانت التقديرات الأولية لإرادة الجيش الأحمر السوفيتي وقدراته منخفضة، وهو خط تفكير مشترك بين التسلسل الهرمي النازي. لقد قدم مؤرخون الكثير حول هذه الحقيقة، لكن بعض من تفاؤل هيئة الأركان العامة الألمانية كان نتيجة للتقديرات التي قدمها أبوذر، الذي ترك تقييماته هيئة الأركان العامة الألمانية معتقدين أن الجيش الأحمر لايمتلك سوى تسعين فرقة مشاة، ثلاثة فرق سلاح الفرسان، وثمانية وعشرين ألوية ميكانيكية. بحلول الوقت الذي تم فيه إعادة تقييم الجيش الأحمر من قبل المخابرات العسكرية الألمانية في منتصف يونيو 1941 (الذي كان حوالي 25 في المئة أعلى من المبلغ عنها سابقًا)، كان من الاستنتاج أن غزو هتلر للاتحاد السوفيتي كان سيأخذ مكان.
ساهمت التقييمات الأخيرة التي أجرتها «إدارة المخابرات» في زيادة الثقة العسكرية، ولم تذكر آلية إعداد التقارير الخاصة بهم شيئًا عن قدرة التعبئة الهائلة للاتحاد السوفييتي، وهي رقابة ساهمت بشكل كبير في الهزيمة الألمانية لأن الجداول الزمنية كانت مهمة جدًا للنجاح الألماني. ثبت فشل الجيش الألماني في تحقيق أهدافه في وقت قصير. بمجرد حلول فصل الشتاء، عانت القوات الألمانية من التجهيز بشكل غير صحيح عندما لم تصل الإمدادات إليهم. المبالغة في تقدير قدراتهم والثقة في تقييماتهم الخاصة أكثر من اللازم، وكذلك التقليل من شأن أعدائهم (وخاصة السوفييت والأمريكان)، فوق تقاليد دائمة من الطاعة غير المشروطة، تتألف من ضعف مركزي تاريخي في النظام الألماني وفقا للمؤرخ كلاوس فيشر. 
في 8 سبتمبر 1941 تحت رعاية أمر المفوض (Kommissarbefehl)، أصدرت القيادة العليا للفيرماخت مرسومًا بشأن الضرورات الأيديولوجية القاسية للدولة النازية ضد كل مظاهر البلشفية، وهو حكم تضمن إعدام المفوضين السوفيات وسجناء الحرب. الأدميرال كاناريس رئيس القيادة العليا للفيرماخت أوزلاند/أبووير، عبر على الفور عن قلقه بشأن التداعيات العسكرية والسياسية لهذا النظام. قتل الجنود وحتى غير المقاتلين في انتهاك لاتفاقية جنيف لم يكن شيئًا تدعمه قيادة إدارة المخابرات - أي كناريس.

### شمال أفريقيا والشرق الأوسط
نشطت إدارة المخابرات في شمال أفريقيا قبل وأثناء حملة الصحراء الغربية 1941-1942. أثبتت شمال إفريقيا مثلها مثل الحالات الأخرى أنها كارثية على إدارة المخابرات. حدث أكبر فشل نتيجة لعمليات الخداع التي أجراها البريطانيون. تم تجنيد إيطالي من أصل يهودي في فرنسا في وقت ما في عام 1940 من قبل إدارة المخابرات. لم يكن معروفًا لدى الألمان، فقد كان هذا الشخص عميلًا يطلق عليه اسم «الجبن» والذي كان يعمل بالفعل في جهاز المخابرات البريطاني قبل بدء الحرب. في فبراير 1941 أرسلت إدارة المخابرات الجبن إلى مصر للإبلاغ عن أي عمليات عسكرية بريطانية؛ بدلاً من تزويد معالجاته للألمان بمعلومات دقيقة، قام بتمرير مواد الخداع الإستراتيجية ومئات من الرسائل المخابرات البريطانية إلى المخابرات النازية عن طريق وكيل فرعي وهمي يدعى «بول نيكوسوف»، مما يساعد على ضمان نجاح عملية الشعلة. تأكيد هذه الحقيقة عندما أبلغ أحد المستشارين العسكريين الموثوق بهم هتلر، رئيس أركان عمليات القيادة العليا للفيرماخت، الجنرال ألفريد جودل، محققي الحلفاء في وقت لاحق أن إنزال الحلفاء في شمال إفريقيا كان بمثابة مفاجأة كاملة للأركان العامة الألمانية.
دفعت الحاجة إلى أكثر من 500 عميل إضافي لاستكمال العمليات الاستخباراتية في شمال إفريقيا إدارة المخابرات إلى الإبداع. عرض على أسرى الحرب العرب الذين يعيشون في المعسكرات الفرنسية رحلة العودة إلى وطنهم إذا وافقوا على التجسس لصالح الألمان في شمال إفريقيا، وكذلك أسرى الحرب السوفيت في الشرق. شملت جهود جمع المعلومات الاستخباراتية الأخرى العمل عن كثب مع لوفتفافه في مهام استطلاع جوي فوق شمال إفريقيا. في السابق كان الاستطلاع الجوي قد أمر به ضباط مخابرات الجيش في مجموعة الجيش HQ (جزء من الهيكل الذي تم تكليف إدارة المخابرات به). تم إرسال الرائد ويتيلو فون جريسهايم إلى ليبيا (الإيطالية) في أوائل عام 1941 لإنشاء AST طرابلس (الاسم الرمزي WIDO). سرعان ما أنشأ شبكة من الوكلاء والمحطات اللاسلكية التي تجمع المعلومات في ليبيا والأراضي الفرنسية المحيطة بها. في منتصف يوليو عام 1941 أمر الأدميرال كناريس الرائد لوفتوافا نيكولاس ريتر من إدارة المخابرات الأول بتشكيل وحدة للتسلل إلى مصر عبر الصحراء لإجراء اتصالات مع رئيس أركان الجيش المصري باشا، لكن هذا الجهد فشل بشكل متكرر. ترافق ريتر في ليبيا المستكشف الصحراوي المجري لازلو الماسي في مهمة لجمع المعلومات الاستخبارية من مصر التي تحتلها بريطانيا. بعد إصابة ريتر وإبعاده تولى الماسي القيادة، ونظم عملية سلام عام 1942، والتي نجحت في نقل عميلين ألمانيين عبر الصحراء الليبية خلف خطوط العدو إلى مصر. في يوليو 1942 تم القبض على الماسي ووكلائه من قبل عملاء مكافحة التجسس البريطانيين.
وكانت هناك عمليات أخرى في شمال إفريقيا تحدث بالتزامن مع عمليات الماسي وريتر. خلال أواخر يناير 1942 على سبيل المثال أذنت القيادة العليا للفيرماخت بإنشاء وحدة خاصة، Sonderkommando Dora، التي وضعت تحت قيادة ضابط إدارة المخابرات Oberstleutnant Walter Eichler (ضابط بانزر سابقا). شملت الوحدة الجيولوجيين ورسامي الخرائط وعلماء المعادن الذين تم إرسالهم إلى شمال إفريقيا لدراسة التضاريس الصحراوية وتقييم التضاريس للاستخدام العسكري، ولكن بحلول نوفمبر 1942 -بعد تراجع المحور من العلمين- سونديركوماندو دورا مع براندنبورغ العاملة في المنطقة، تم سحبها من الصحراء تماما.
تم تحويل مواطن إيراني تم تجنيده في هامبورغ على يد إدارة المخابرات قبل الحرب إلى عميل مزدوج من قبل ضباط المخابرات البريطانيين والروس (الذين يعملون معًا في واحدة من الجهود الاستخباراتية المشتركة القليلة للحرب)، والذي أطلق عليه اسم «قبلة». منذ أواخر عام 1944 وحتى نهاية الحرب قدم قبلة، الذي كان مقره خارج مركز الاستخبارات في بغداد، معلومات خاطئة عن تحركات القوات السوفيتية والبريطانية في العراق وإيران إلى إدارة المخابرات؛ حسب توجيهات المتحالفة معه. على الحدود الأفغانية سعت إدارة المخابرات إلى قلب فقير Ipi ضد القوات البريطانية. لقد اخترقوا المنطقة باستخدام مانفريد أوبروردور، وهو طبيب، وفريد هيرمان براندت، وهو عالم حشرات تحت ستار مهمة طبية لإجراء أبحاث على الجذام.

### تقويض النظام
تثبت عدة أمثلة أن بعض أعضاء إدارة المخابرات كانوا معارضين للنظام النازي. في يناير 1944 على سبيل المثال، كشف رجل الدولة الأمريكي جون فوستر دالاس عن معرفته بمقاومة ائتلافية ضد النازيين، وهي مجموعة من المثقفين من الدوائر العسكرية والحكومية؛ كان له اتصال الرئيسي ضابط إدارة المخابرات هانس بيرند جيزيفيوس، الذي كان متمركزا في زيوريخ منصب نائب القنصل الألماني. تواصل دوليس مع إدارة المخابرات بخصوص مؤامراتهم ضد هتلر وحتى حاول إجراء مناقشات حول سلام منفصل، لكن الرئيس فرانكلين روزفلت لم يكن لديه أي شيء، مفضلًا بدلاً من ذلك سياسة الاستسلام غير المشروط للحكومة النازية. المكائد ضد الاشتراكيين الوطنيين من قبل إدارة المخابرات كبيرة من حيث سلسلة القيادة. بقي الجنرال أوستر من منطقة إدارة المخابرات على اتصال دائم مع دوليس. كانت المعرفة المسبقة واختراق إدارة المخابرات مثل أن Dulles ذكرت في وقت لاحق في فبراير 1944 أن إدارة المخابرات كان سيتم استيعابها في الشرطة الأمنية الألمانية.
دأبت قوات الأمن الخاصة على تقويض «إدارة المخابرات» باستمرار من خلال إخضاع ضباطها للتحقيق، معتقدين أنهم متورطون في مؤامرات مناهضة لهتلر. ضمان هيدريش أن إدارة المخابرات وكاناريس تم رصدها عن كثب. كما اتهمت قوات الأمن الخاصة كاناريس بأنه هزم في تقييمات استخباراته، خاصة في الحملة الروسية وكانت إدارة المخابرات قيد التحقيق بتهمة الخيانة المتعلقة بالهجوم السابق على بلجراد.

### الجبهة الشرقية
بعد إطلاق عملية بارباروسا قام عميل سوفيتي من NKVD يدعى ألكساندر ديميانوف باختراق إدارة المخابرات في أواخر عام 1941 من خلال التظاهر كعضو في المقاومة السرية المؤيدة لألمانيا مع وصول مزعوم إلى القيادة العسكرية السوفيتية - كان هذا تلفيقًا كاملاً من قبل GRU وNKVD، الذين استخدموا Demyanov كعميل مزدوج. خلال خريف عام 1942 أبلغ ديميانوف مناصريه الألمان أنه كان يعمل كضابط اتصال في مقر الاتحاد السوفيتي في موسكو، والذي من شأنه أن يتيح له الوصول إلى معلومات استخبارية مهمة، وهي حيلة تمكنت من خداع قائد المخابرات النازية على الجبهة الروسية في ذلك الوقت رينهارد جيلين. تلاعب دميانوف بالعمليات العسكرية حول ستالينجراد، وأقنع جيلين بأن مركز مجموعة الجيوش لن يكون قادرًا على الانتقال غرب موسكو لمساعدة الجنرال فريدريش بولوس والجيش السادس، الذي كان يحيط به الجيش الأحمر في نهاية المطاف.
وبالمثل طلبت مجموعة من الروس البيض في عهد الجنرال أنطون توركول اللجوء إلى ألمانيا وعرضت تقديم معلومات استخبارية إذاعية للألمان وعملت مع إدارة المخابرات في إقامة روابط التواصل اللازمة. كان أحد الروابط الإذاعية الأساسية هو MAX المسمى بالرمز، والذي يُفترض أنه يقع بالقرب من الكرملين. MAX لم تكن الآلية الاستخباراتية التي اعتقد إدارة المخابرات أنها بدلاً من ذلك كانت «مخلوقًا من NKGB»، يتم من خلالها نشر المعلومات بشكل منتظم بخصوص الشرق والجيوش الأجنبية والقوات الجوية الأجنبية وحركات القوات. سمحت لهم عمليات تهريب الرسائل وخداعها بعناية من قبل السوفييت بتوجيه الألمان بطريقة خاطئة وساعدوا في المفاجأة الإستراتيجية التي تمتعوا بها ضد مركز مجموعة الجيوش في يونيو 1944. على الرغم من أن إدارة المخابرات لم تعد موجودة في هذه المرحلة، فإن عمليات التراث المرتبطة أعطى MAX للجيوش السوفياتية ميزة لم تكن لامتلاكها لولا ذلك وإثبات مدى الضرر الذي يعزى إلى عدم كفاءة إدارة المخابرات، حيث خدع تضليل موسكو مرارا القيادة الألمانية العليا.

## حفل شاي فراو سولف ونهاية نهر أبوذر
في 10 سبتمبر 1943 وقع الحادث الذي أدى في النهاية إلى تفكك إدارة المخابرات، أصبح الحادث معروفًا باسم "Frau Solf Tea Party".
كانت حنا سولف أرملة الدكتور فيلهلم سولف وزير المستعمرات السابق في عهد القيصر فيلهلم الثاني والسفير السابق في اليابان. كان فراو سلف قد شارك منذ فترة طويلة في الحركة الفكرية المناهضة للنازية في برلين. عُرف أعضاء مجموعتها بأعضاء في «دائرة سولف». في حفل شاي استضافته في 10 سبتمبر، تم ضم عضو جديد إلى الدائرة، وهو طبيب شاب وسيم يدعى بول ريكشة. كان الدكتور عميلاً لشرطة الدولة السرية (الغيستابو)، حيث قدم تقريراً عن الاجتماع، حيث قدم عدة مستندات تجريم. تم القبض على جميع أعضاء دائرة سولف في 12 يناير 1944. وفي النهاية تم إعدام كل من اشترك في دائرة سولف، باستثناء فراو سولف وابنتها (الكونتيسة لاجي غرافين فون باليستريم).
وكان من بين الذين أُعدموا أوتو كيب، وهو مسؤول في وزارة الخارجية، وكان لديه أصدقاء في منطقة إدارة المخابرات، ومن بينهم إريك فيرماهرن وزوجته الكونتيسة السابقة إليزابيث فون بليتنبرغ، التي كانت تتمركز كوكلاء في إسطنبول. تم استدعاء كلاهما إلى برلين من قبل الغيستابو فيما يتعلق بقضية Kiep. خوفًا على حياتهم اتصلوا بالبريطانيين وانشقوا.
كان هتلر يشتبه منذ فترة طويلة في أن إدارة المخابرات قد اخترق من قبل المنشقين المناهضين للنازية ووكلاء الحلفاء، وانشقاق فمهرين بعد اعتقال دائرة سولف، لكنه أكد ذلك. كان هناك اعتقاد خاطئ أيضًا في برلين بأن الفرمينيين هربوا مع الرموز السرية لإدارة المخابرات وسلموها إلى البريطانيين التي أثبتت أنها القشة الأخيرة لهتلر. على الرغم من جهود إدارة المخابرات لتحويل اللوم على SS أو حتى إلى وزارة الخارجية، كان لدى هتلر ما يكفي من كاناريس وأخبر هيملر مرتين. استدعى رئيس جماعة إدارة المخابرات لإجراء مقابلة نهائية واتهمه بالسماح لـ «إدارة المخابرات» «بالسقوط إلى أجزاء». وافق كناريس بهدوء على أنه «ليس متفاجئًا» لأن ألمانيا كانت تخسر الحرب.
تم القبض على كاناريس في 23 يوليو 1944، في أعقاب «مؤامرة 20 يوليو» ضد هتلر وأعدم قبل فترة وجيزة من نهاية الحرب، جنبا إلى جنب مع أوستر نائبه. ثم تم استيعاب وظائف إدارة المخابرات بالكامل من قبل Amt VI ،الشرطة الأمنية الألمانية، وهو مكتب فرعي لـ مكتب امن الرايخ والذي كان جزءًا من SS. 

### وثائق زوسن
خلال الحرب جمعت إدارة المخابرات ملفًا سريًا يشرح بالتفصيل العديد من الجرائم التي ارتكبها النازيون في أوروبا الشرقية والمعروفة باسم وثائق زوسن، تم جمع هذه الملفات معًا بهدف كشف جرائم النظام في تاريخ لاحق. تم الاحتفاظ بالوثائق في مكان آمن في مقر Zossen العسكري بالقرب من برلين وبقيت تحت سيطرة إدارة المخابرات. زُعم أن بعض الأوراق دُفنت ـ لكن الشخص المسؤول عن ذلك انتهى به المطاف في مؤامرة 20 يوليو ضد هتلر وتم إعدامه. في وقت لاحق تم اكتشاف الوثائق من قبل الغستابو وتحت الإشراف الشخصي لرئيس الشرطة الأمنية آنذاك إرنست كالتنبرونر، تم نقلهم إلى قلعة شلوس ميترسيل في تيرول وأحرقوها. من المفترض أنه وسط وثائق زوسن لم يكن أقل من اليوميات الشخصية للأدميرال كاناريس، وكذلك أوراق الفاتيكان وفريتش.

### اقتباسات
1. ↑  جوتس شراجله (1977)، قاموس ألماني - عربي (بالعربية والألمانية)، بيروت، لندن: مكتبة لبنان ناشرون، مكدونلد وإيفنس المحدودة، ص. 20، OCLC:786467341، QID:Q107014598
2. ↑  Holmes 2009.
3. ↑  Paine 1984، صفحة 7.
4. ↑  Zentner & Bedürftig 1991، صفحة 2.
5. ↑  Dear & Foot 1995.
6. ↑  Taylor & Shaw 1997.
7. ↑  Taylor 1995.
8. ↑  Paine 1984.
9. 1 2 3 4 5 6 7 8  Kahn 1978.
10. 1 2 3 4 5 6 7 8 9 10 11 12 13 14 15  Bassett 2011.
11. 1 2 3 4  Andrew 2018.
12. 1 2 3 4  Richelson 1995.
13. ↑  Gerwarth 2012، صفحة 84.
14. ↑  Gerwarth 2012.
15. ↑  Schellenberg 2000.
16. 1 2  Weinberg 2005.
17. ↑  Goerlitz 1985.
18. ↑  Blandford 2001.
19. 1 2 3  Leverkuehn 1954.
20. ↑  Hildebrand 1973.
21. 1 2  Shirer 1990.
22. 1 2  Rich 1973.
23. 1 2  Tooze 2006.
24. ↑  Brown 1975.
25. 1 2 3  Cooper 1984.
26. ↑  Goerlitz 1985، صفحات 387–395.
27. ↑  Weinberg 1996، صفحات 155–156.
28. ↑  Fischer 1995.
29. ↑  Jacobsen 1968.
30. 1 2  Walton 2013.
31. ↑  Holt 2004.
32. ↑  Walton 2013، صفحات 48–49.
33. 1 2 3  Molinari 2013.
34. ↑  Walton 2013، صفحة 50.
35. ↑  Stewart 2014.
36. 1 2 3  Peterson 2002.
37. 1 2  Bassett 2012.
38. ↑  Hastings 2016.
39. 1 2  Reitlinger 1989.
40. ↑  Longerich 2012.
41. ↑  United States War Dept. General Staff 1984.
42. ↑  McDonough 2005.
43. ↑  Dulles 2000.